# Miguel Gonçalves Mendes
Miguel Gonçalves Mendes, né le 2 septembre 1978 à Covilhã (district de Castelo Branco), est un réalisateur, scénariste, documentariste et producteur de cinéma portugais.

## Biographie
Il est l'auteur de José e Pilar (2010), un documentaire sur le prix Nobel de littérature portugais José Saramago, coproduit par Pedro et Agustín Almodóvar (Parle avec elle, La piel que habito) et Fernando Meirelles (La Cité de Dieu et The Constant Gardener). En 2011, après un circuit international de festivals couronné de succès, le film a suscité un mouvement populaire dans le pays, qui a déclenché un débat sur le cinéma portugais sur la base d'une pétition de 1 400 signataires et a conduit à une campagne pour les Oscars à Los Angeles et à New York. Miguel tourne ensuite son nouveau documentaire, O Sentido da Vida, produit par Fernando Meirelles, qui dresse le portrait de différentes personnalités du monde.

## Filmographie
- 2001 : D.Nieves (court métrage)
- 2004 : Autografia
- 2005 : A Batalha dos Três Reis (scénariste également)
- 2005 : Floripes (auch Drehbuch) (court métrage)
- 2007 : Curso de Silêncio (court métrage)
- 2010 : José e Pilar (producteur également) (documentaire)
- 2010 : Poema Colagem: Homenagem a Mário Cesariny (court métrage)
- 2013 : A Verdade de Cada Um (série télévisée documentaire, un épisode)
- 2013–2014 : Nada Tenho de Meu (série télévisée documentaire)
- 2018 : 4 Caminhos para Fátima (série télévisée documentaire)
- 2018 : O Labirinto da Saudade (scénariste également)